# Nagravision
Nagravision, o també conegut com a Nagra, és el sistema de codificació que s'utilitza per codificar plataformes de pagament (tant analògiques com digitals) com per exemple el Digital +. També era utilitzat pel canal + terrestre ja reemplaçat per cuatro.
Actualment el Digital+ està utilitzant el nagravision de segona generació i el secam de tercera generació per codificar la seva plataforma.